# Seznam belgijskih pianistov
Seznam belgijskih pianistov.

## A
- Stefan Askenase

## B
- Henny Blomme

## C
- Claude Coppens

## D
- Kris Defoort

## G
- François Glorieux
- Arthur De Greef

## J
- Chris Joris

## L
- Charles Loos
- Nathalie Loriers

## T
- Edgar Tinel

## W
- Henry Wyn